# Lijst van Milanezen
Dit is een alfabetische lijst van Milanezen. Het betreft personen die in de Italiaanse stad Milaan, de hoofdstad van de regio Lombardije, zijn geboren.

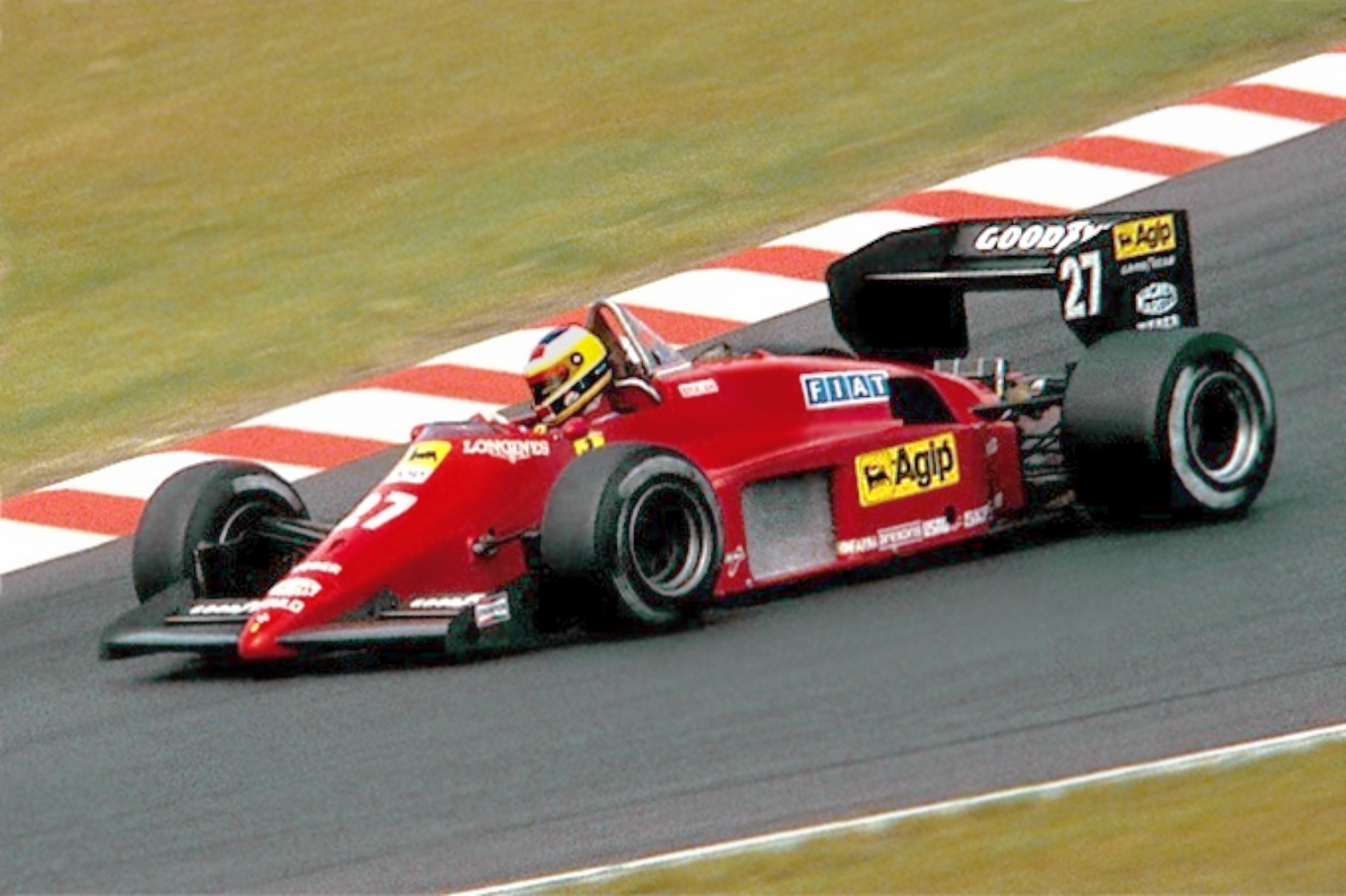
Autocoureur Michele Alboreto (1956-2001)

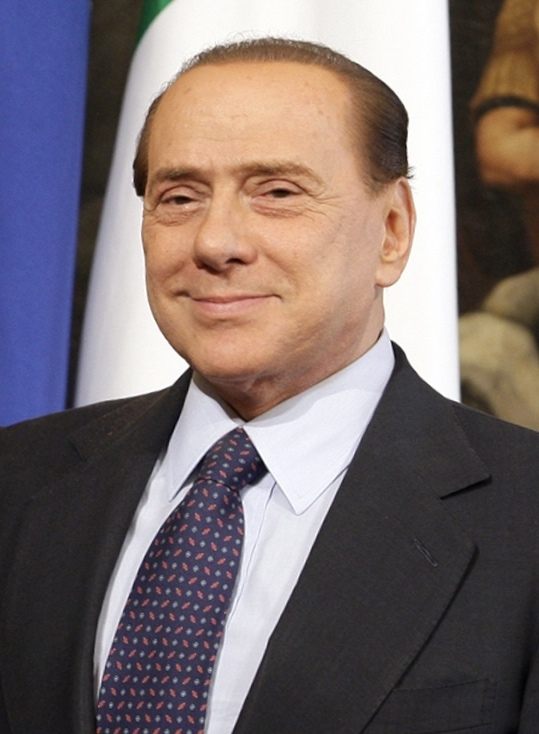
Ondernemer en premier Silvio Berlusconi (1936-2023)

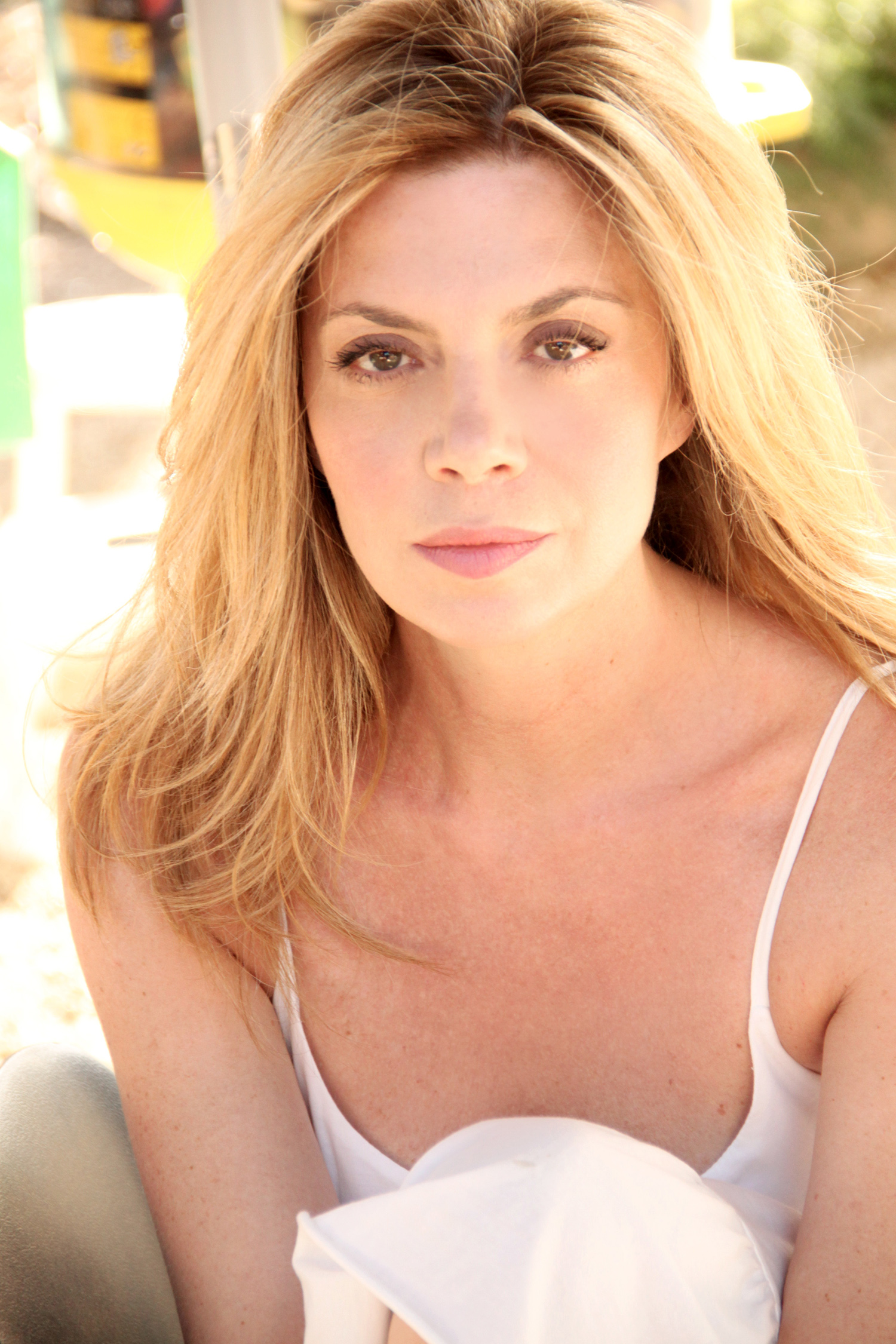
Actrice Benedicta Boccoli (1966)

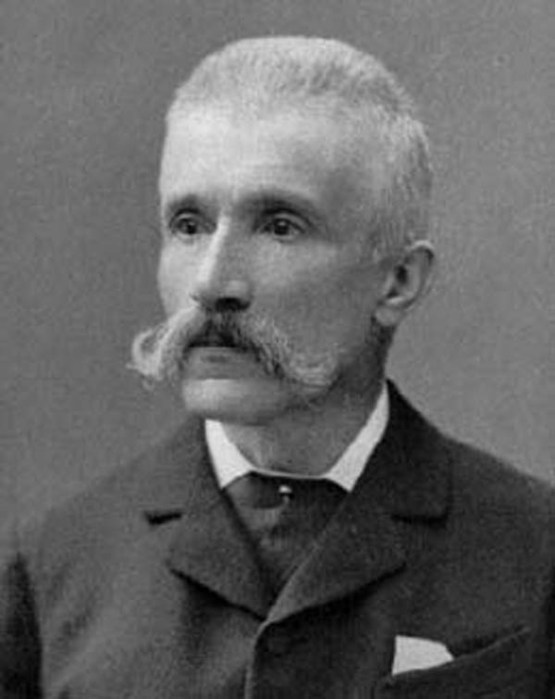
Wiskundige Francesco Brioschi (1824-1897)

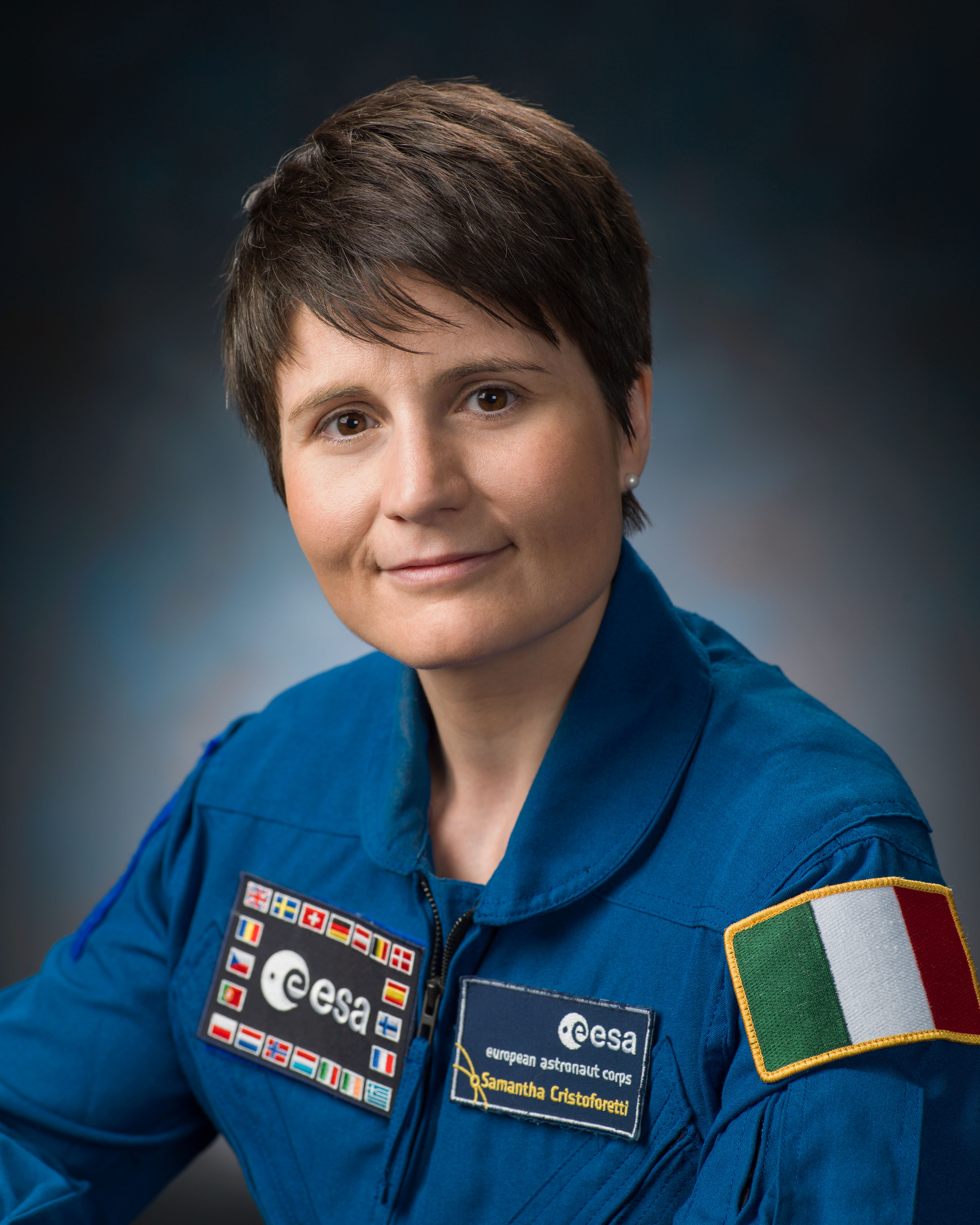
Ruimtevaarder Samantha Cristoforetti (1977)

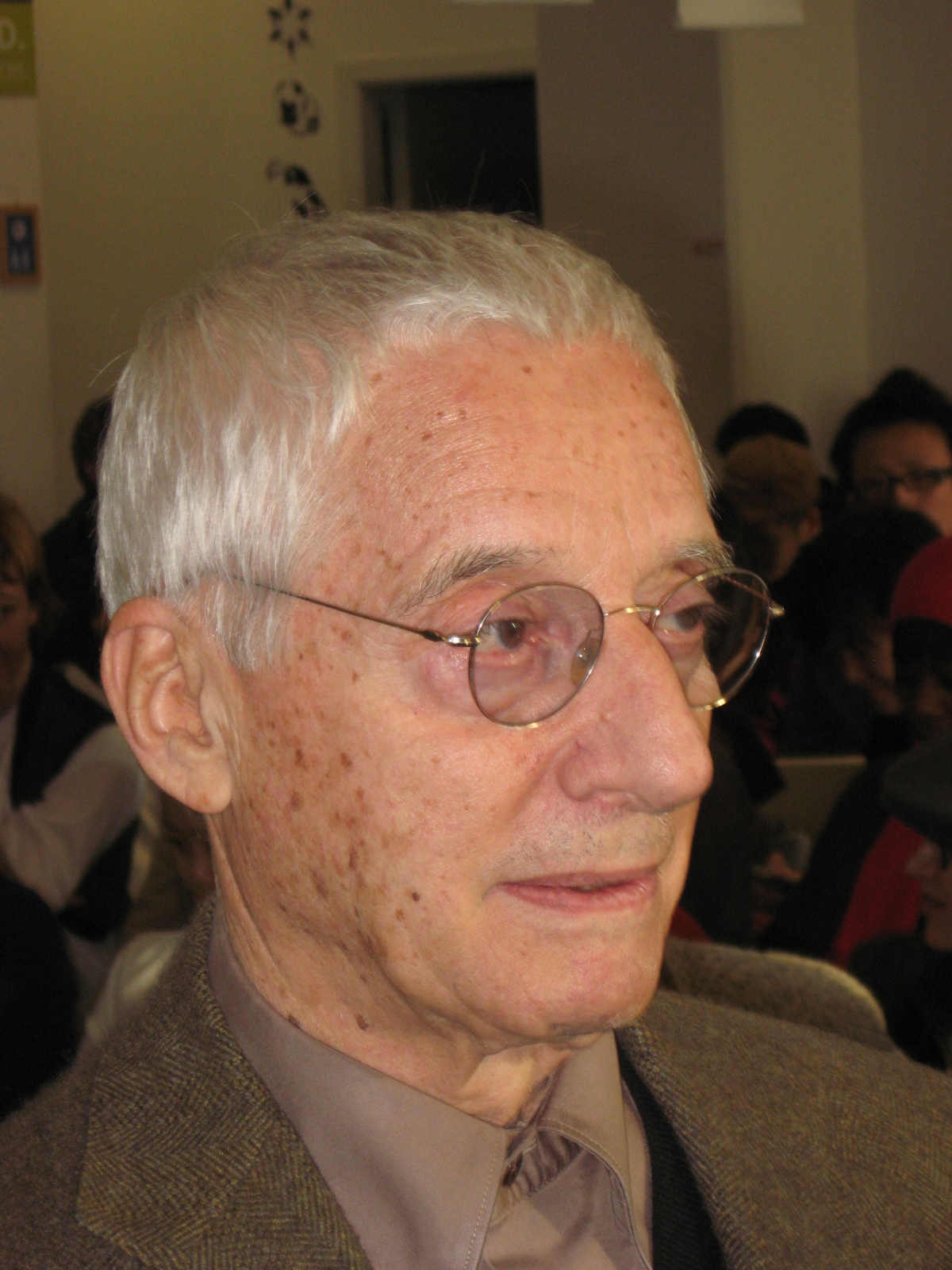
Ontwerper, schrijver en architect Alessandro Mendini (1931-2019)

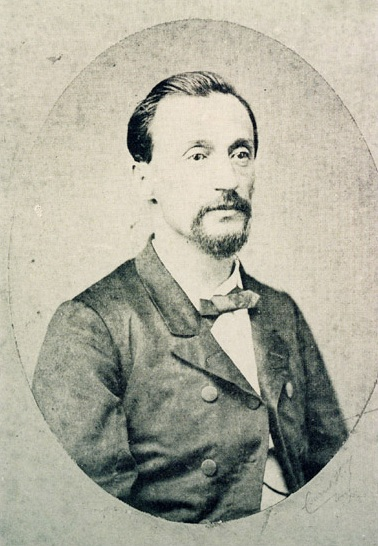
Geograaf Antonio Raimondi (1826-1890)

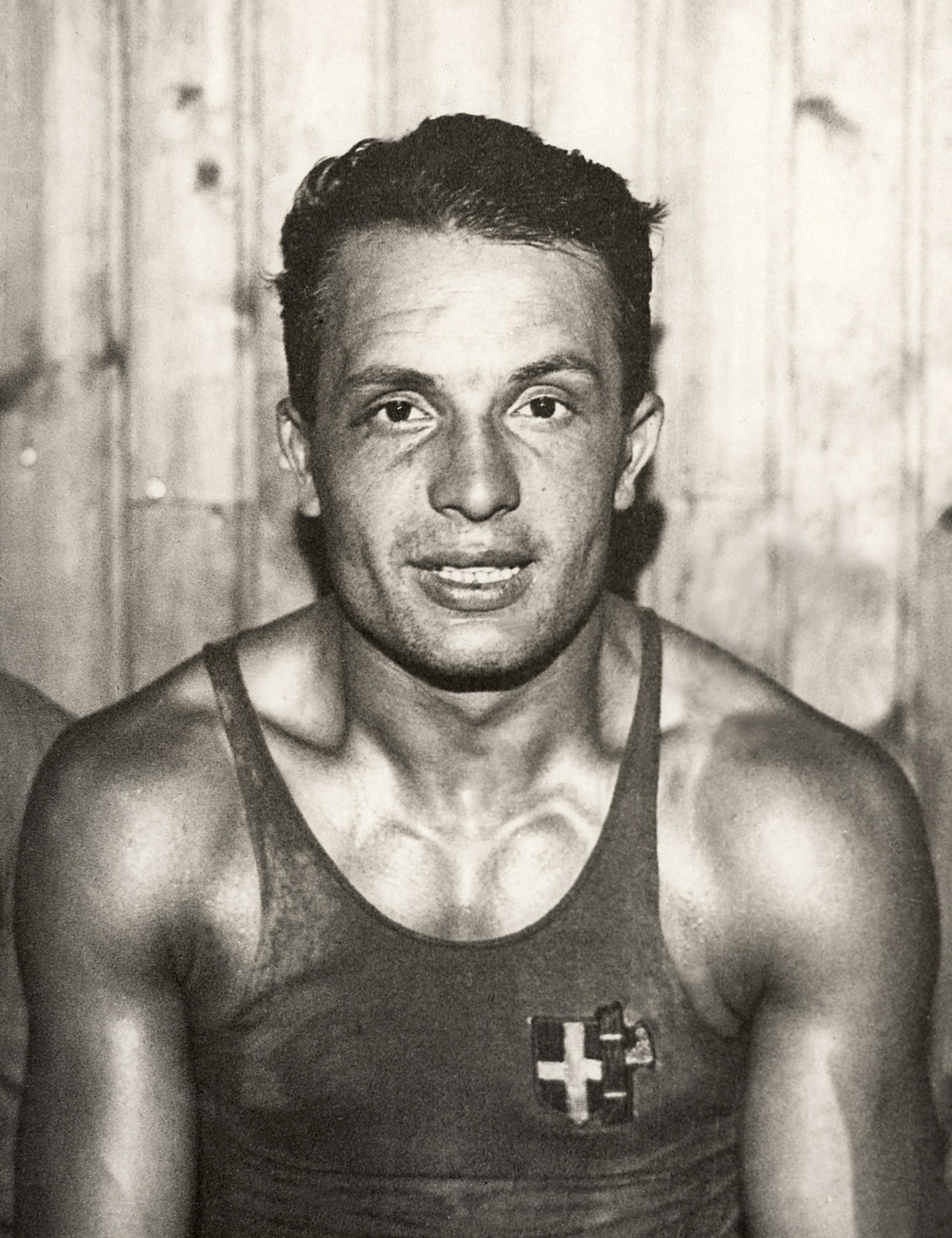
Bokser Piero Toscani (1904-1940)

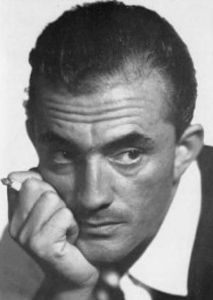
Regisseur Luchino Visconti (1906-1976)

## A
- Claudio Abbado (1933-2014), dirigent
- Marcello Abbado (1926-2020), componist, dirigent en pianist
- Franz Adam (1815-1886), kunstschilder
- Ermanno Aebi (1892-1976), voetballer en voetbalscheidsrechter
- Maria Gaetana Agnesi (1718-1799), taalkundige, wiskundige en filosofe
- Alberto Ablondi (1924-2010), bisschop
- Michele Alboreto (1956-2001), autocoureur
- Stefano Allocchio (1962), wielrenner
- Luca Antonini (1982), voetballer
- Giuseppe Arcimboldo (ca. 1527-1593), kunstschilder uit de renaissance
- Andrea Arnaboldi (1987), tennisser
- Alberto Ascari (1918-1955), Formule 1-coureur
- Adriana Asti (1931-2025), actrice

## B
- Giancarlo Baghetti (1934-1995), Formule 1-coureur
- Giuseppe Gabriel Balsamo-Crivelli (1800-1874), natuurvorser en mycoloog
- Paolo Barilla (1961), autocoureur
- Giorgio Bassi (1934), Formule 1-coureur
- Luigi Beccali (1907-1990), atleet
- Cesare Beccaria (1738-1794), filosoof en politicus
- Dario Baldan Bembo (1948), componist en zanger
- Benny Benassi (1967), diskjockey en artiest
- Giovanni Berchet (1783-1851), dichter, schrijver en politicus
- Giuseppe Bergomi (1963), voetballer
- Silvio Berlusconi (1936-2023), premier
- Enrico Benzing (1932), ingenieur en journalist
- Giacomo Biffi (1928), kardinaal-aartsbisschop van Bologna
- Alberto Binaghi (1964), golfprofessional
- Matteo Bobbi (1978), autocoureur
- Benedicta Boccoli (1966), actrice
- Enrico Bombieri (1940), wiskundige
- Carlo Bonomi (1937-2022), clown en stemacteur
- Franco Bordoni (1913-1975), piloot en autocoureur
- Giuseppe Francesco Borri (1627-1695), edelman, geneesheer, oogarts, avonturier, alchemist en charlatan
- Federico Borromeo (1564-1631), kardinaal en aartsbisschop van Milaan
- Lucia Bosè (1931), actrice
- Tinto Brass (1933), filmregisseur
- Federica Brignone (1990), alpineskiester
- Francesco Brioschi (1824-1897), wiskundige
- Ivano Brugnetti (1976), wereld- en olympisch kampioen snelwandelen

## C
- Eugenio Calabi (1923-2023), Italiaans-Amerikaans wiskundige
- Roberto Calvi (1920-1982), bankier
- Marco Cannone (1974), wielrenner
- Ivan Capelli (1963), Formule 1-coureur
- Luigi Carpaneda (1925-2011), schermer
- Luisa Casati (1881-1957), excentrieke rijke erfgename, mecenas en mode-icoon
- Silvia Cavalleri (1972), golfprofessional
- Adriano Celentano (1938), acteur, komiek, zanger en componist
- Paus Celestinus IV (?-1241), geboren als Goffredo Castiglione
- Luigi Cevenini (1895-1968), voetballer en voetbalcoach
- Riccardo Chailly (1953), dirigent
- Angelica Cioccari-Solichon (1827-1912), Zwitserse pedagoge en onderwijzeres
- Silvia Colloca (1977), actrice
- Simone Colombo (1963), tennisser
- Andrea Consigli (1987), voetballer
- Valentina Cortese (1923-2019), actrice
- Carlo Cudicini (1973), voetballer
- Bettino Craxi (1934-2000), politicus
- Samantha Cristoforetti (1977), ruimtevaarder
- Betty Curtis (eigenlijk Roberta Corti; 1936-2006), zangeres

## D
- Elisabetta Dami (1958), schrijfster
- Maria De Filippi (1961), tv-presentatrice
- Mattia De Sciglio (1992), voetballer
- Leonardo Del Vecchio (1935-2022), ondernemer
- Marco Delvecchio (1973), voetballer
- Frankie Dettori (1970), jockey
- Michele Di Gregorio (1997), voetballer
- Giulia Dragoni (2006), voetbalster

## F
- Marco Fabbri (1988), kunstschaatser
- Corrado Fabi (1961), Formule 1-coureur
- Teo Fabi (1955), Formule 1-coureur
- Silvia Farina-Elia (1972), tennisspeelster
- Marco Ferreri (1928-1997), filmregisseur
- Romolo Ferri (1928-2015), motorcoureur
- Angelo Lo Forese (1920-2020), zanger
- Carlo Franchi (1938-2021), formule 1-coureur
- Ugo Frigerio (1901-1968), snelwandelaar
- David Fumanelli (1992), autocoureur

## G
- Stefano Gabbana (1962), modeontwerper (Dolce & Gabbana)
- Carlo Emilio Gadda (1893-1973), schrijver
- Brunella Gasperini (1918-1979), journalist en schrijfster
- Daniele Gatti (1961), dirigent
- Luigi Garlando (1962), journalist en schrijver
- Maria Cristina Giongo (1951), journaliste en schrijfster
- Marco Giovannetti (1962), wielrenner
- Laura Giuliani (1993), voetbalster
- Laura Golarsa (1967), tennisspeelster
- Edoardo Goldaniga (1993), voetballer
- Achille Griffini (1870-1932), zoöloog en entomoloog

## K
- Matilda Koen-Sarano (1939-2024), schrijfster

## L
- Luca Lanotte (1985), kunstschaatser
- Fabio Lanzoni (1959), model en filmacteur
- Amélie van Leuchtenberg (1812-1873), keizerin van Brazilië
- August van Leuchtenberg (1810-1835), prins-gemaal van Portugal en hertog van Leuchtenberg
- Siro Lombardini (1924-2013), hoogleraar economie en minister
- Alessandro Lualdi (1858-1927), geestelijke en kardinaal
- Luciano Lutring (1937-2013), dief, schrijver en schilder
- Matilda Lutz (1992), actrice en model

## M
- Paolo Magretti (1854-1913), entomoloog en wielrenner
- Paolo Maldini (1968), voetballer
- Sergio Mantovani (1929-2001), Formule 1-coureur
- Alessandro Manzoni (1785-1873), dichter en romanschrijver
- Valentina Marchei (1986), kunstschaatsster
- Maurizio Margaglio (1974), kunstschaatser
- Antonio Maspes (1932-2000), baanwielrenner
- Renata Mauro (1935-2009), actrice en presentatrice
- Giuseppe Meazza (1910-1979), voetballer
- Mariangela Melato (1941-2013), actrice
- Alessandro Mendini (1931), ontwerper, schrijver en architect
- Giuseppe Mercalli (1850-1914), priester, vulkanoloog en seismoloog
- Beatrice Merlo (1999), voetbalster
- Mario Merz (1925-2003), kunstenaar
- Gilberto Milani (1932-2021), motorcoureur en teammanager
- Nathalie Moellhausen (1985), schermster
- Giuseppe Molteni (1800-1867), kunstschilder
- Ernesto Teodoro Moneta (1833-1918), journalist en Nobelprijswinnaar (1907)

## N
- Mario Nascimbene (1913-2002), componist van filmmuziek
- Paolo Nespoli (1957), militair en astronaut

## O
- Fabio Onidi (1988), autocoureur
- Adelheid van Oostenrijk (1822–1855), koningin van Sardinië

## P
- Luigi Padovese (1947-2010), bisschop
- Alberto Pagani (1938), motorcoureur
- Nello Pagani (1911-2003), motorcoureur en Formule 1-coureur
- Andrea Palazzi (1996), voetballer
- Riccardo Paletti (1958-1982), Formule 1-coureur
- Luca Paolini (1977), wielrenner
- Max Pescatori (1971), pokerspeler
- Alessandro Pistone (1975), voetballer
- Paus Pius IV (geboren als Giovanni Angelo Medici; 1499-1565), paus
- Paola Pigni (1945-2021), atlete
- Stefano Pilati (1965), modeontwerper
- Luigi Piotti (1913-1971), Formule 1-coureur
- Vicky Piria (1993), autocoureur
- Maurizio Pollini (1942-2024), pianist en dirigent
- Pino Presti (1943), muzikant
- Nicola Pugliese (1944-2012), schrijver

## R
- Antonio Raimondi (1826-1890), geograaf
- Giacomo Ricci (1985), autocoureur
- Dino Risi (1916-2008), filmregisseur
- Michele Rocca (1996), voetballer
- Aldo Rossi (1931-1997), architect en designer
- Nino Rota (1911-1979), componist
- Giacomo Russo (1937-1967), Formule 1-coureur

## S
- Gianluigi Saccaro (1938-2021), schermer
- Matteo Salvini (1973), politicus
- Sandro Salvadore (1939-2007), voetballer
- Corrado Sanguineti (1964), geestelijke en bisschop
- Domenico Schiattarella (1967), Formule 1-coureur
- Francesca Schiavone (1980), tennisster (winnares van Roland Garros)
- Liliana Segre (1930), Holocaustoverlevende en senator
- Andrea Solari (1460-1524), schilder
- Silvio Soldini (1958), Zwitsers-Italiaans filmregisseur
- Simone Sozza (1987), voetbalscheidsrechter
- Aleksandar Stanković (2005), Servisch voetballer

## T

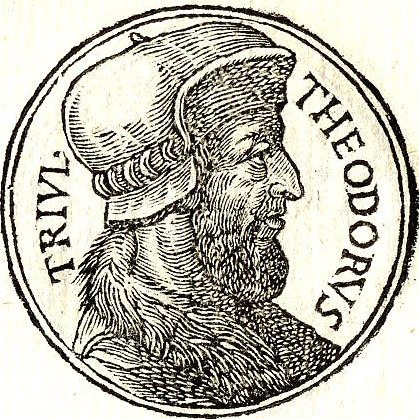
Teodoro Trivulzio (1474-1531)

- Edgardo Toetti (1910-1968), atleet
- Sergio Toppi (1932-2012), illustrator, striptekenaar en cartoonist
- Oliviero Toscani (1942-2025), fotograaf
- Piero Toscani (1904-1940), bokser
- Guido Trenti (1972), wielrenner
- Teodoro Trivulzio (1474-1531), maarschalk van Frankrijk en (Frans) gouverneur van Milaan
- Cristina Trivulzio di Belgioioso (1808-1871), edelvrouw en patriot

## U
- Paus Urbanus III (±1120-1187), geboren als Umberto Crivelli

## V
- Ambrogio Valadè (1937-2007), voetballer
- Ornella Vanoni (1934), zangeres en actrice
- Luigi Villoresi (1909-1997), Formule 1-coureur
- Filippo Maria Visconti (1392-1447), hertog van Milaan
- Luchino Visconti (1906-1976), film- en toneelregisseur

## Z
- Elio Zagato (1921-2009), auto-ontwerper
- Emanuela Zanchi (1977), waterpoloster
- Walter Zenga (1960), voetballer en voetbaltrainer